# Paulo Gaiad
Paulo Gaiad (Piracicaba, 1953 – Florianópolis, 2016) foi um artista visual que combinou a linguagem com a imagem a partir de suas vivências antigas. Em seu trabalho, uniu a escrita com o desenho, a pintura, a colagem e os objetos, utilizando diversos materiais e procedimentos, buscando produzir uma narrativa poética que desse sentido ao seu arquivo imagético e afetivo. Gaiad foi ganhador de diversos prêmios nacionais e do prêmio internacional, o “Cubo de Prata”, na Bienal Internacional de Arquitetura de Buenos Aires. O tema de suas obras foi, constantemente, o resgate da memória perdida atravessada pelo discurso contra a intolerância.

## Vida e Carreira
Paulo Gaiad nasceu no ano de 1953, em Piracicaba, São Paulo, Brasil, filho de mãe filha de sírios e pai descendente matrilinear de italianos e patrilinear de libaneses. Viveu e trabalhou em Florianópolis desde 1981 e faleceu em 2016 na mesma cidade. Na década de 1970, iniciou sua formação em Arquitetura, na cidade de Brasília, sob forte influência do modernismo. Aos 21 anos, ganhou uma bolsa de estudos na Noruega, para estudar planejamento urbano. Aos 23 anos aceitou um convite para trabalhar com o arquiteto Vilanova Artigas.
Em 1977, aos 24 anos, casou-se e optou por sair do escritório para ser projetista. Sua primeira filha nasceu prematura e veio a óbito dias depois do parto. Devido ao fato da criança não ter sido batizada, o sacerdote da igreja católica não aceitou realizar as solenidades fúnebres religiosas, este fato acabou por gerar, no artista, uma alta dose de descrédito na Igreja e na Medicina o que influenciou sua obra e seu discurso, como podemos ver em obras como a Divina Comédia.
O artista iniciou a participar de exposições coletivas em 1979, no XXVII Salão de Belas Artes, em Piracicaba, a seguir, em 1981, na Galeria Atelier, em São Paulo, e em 1987 do 8° Salão de Novos Artistas do Museu de Arte de Santa Catarina, em Florianópolis. No mesmo ano, realizou sua primeira exposição individual, em Florianópolis, no Ecco Club/Galeria Espaço de Arte.
Em 1988, participou do 47° Salão Paranaense de Arte Contemporânea, onde foi premiado, o que possibilitou a ele ver a arte como uma possibilidade profissional. O prêmio proporcionou uma nova exposição individual, em 1990, no Museu de Arte Contemporânea do Paraná. Contudo, apesar desta trajetória, o artista sempre considerou que o marco inicial de carreira foi aos 39 anos, em 1992, ao produzir a série 39 Páginas de uma vida, onde reconstruiu sua memória de vida ano após ano.
Ainda em 1989, recebeu seu primeiro prêmio internacional, o “Cubo de Prata”, na Bienal Internacional de Arquitetura em Buenos Aires. Seguido pelo Prêmio da Fundação Catarinense de Cultura, em 1992, Prêmio Cultura Viva do Minc, em 1997 e o Prêmio do VI Salão Victor Meirelles, em 1998. Realizou 25 exposições individuais e participou de mais de 30 coletivas.
Sua obra e seus processos criativos despertaram grande interesse acadêmico, tendo gerado a produção de diversos artigos, projetos audiovisuais, teses, monografias e dossiês, dentre os quais estão: Paulo Gaiad, matéria da consciência em 1996 pela Universidade do Estado de Santa Catarina, Paulo Gaiad, projeto artistas visuais catarinenses em 2002 pela Universidade Federal de Santa Catarina, Gesto e linha em 2007 com direção de Katia Klock e o Dossiê Paulo Gaiad Online em 2014 pela revista Punctum.
Seu espírito inquieto o fez participar de diversas residências artísticas internacionais, desde o início de sua carreira - França, Alemanha, Espanha, Croácia, Macedónia do Norte e Países Baixos. E possui obras suas em acervos públicos nacionais e internacionais, dentre eles: Kunst Haus Welker em Heildelberg, Museu dos Bandeirantes  em São Paulo, Museu da Arte Contemporânea do Paraná, Museu de Arte de Santa Catarina, Museu da Estação no Paraná, Museu Victor Meirelles e Instituto do Patrimônio Histórico e Artístico Nacional – Florianópolis.

## Prêmios
1988 - Prêmio do 47° Salão Paranaense de Arte Contemporânea, em Curitiba.
1989 - “Cubo de Prata”, na Bienal Internacional de Arquitetura, em Buenos Aires.
1992 - Prêmio da Fundação Catarinense de Cultura, em Florianópolis.
1997 - Prêmio Cultura Viva, do Ministério da Cultura.
1997 - Prêmio do VI Salão Victor Meirelles, em Florianópolis.

## Acervo Artístico Paulo Gaiad
Em 2021, foi inaugurado o Acervo Artístico Paulo Gaiad, vencedor do Edital de Incentivo a Cultura Elisabete Anderle em 2020 e 2021. Visto o reconhecimento público do projeto desde o seu início, foi dedicado ao artista um espaço próprio para a conservação de seu acervo de obras, reconhecendo também o valor histórico e biográfico do seu antigo ateliê (atual local do Acervo), em Florianópolis.
Neste espaço se encontram hoje mais de 600 obras catalogadas e 200 documentos de acesso público, os quais servem não só para a pesquisa acerca do artista, mas também acerca do sistema das artes brasileiro e suas relações com outros campos disciplinares – caso da arquitetura, por exemplo.

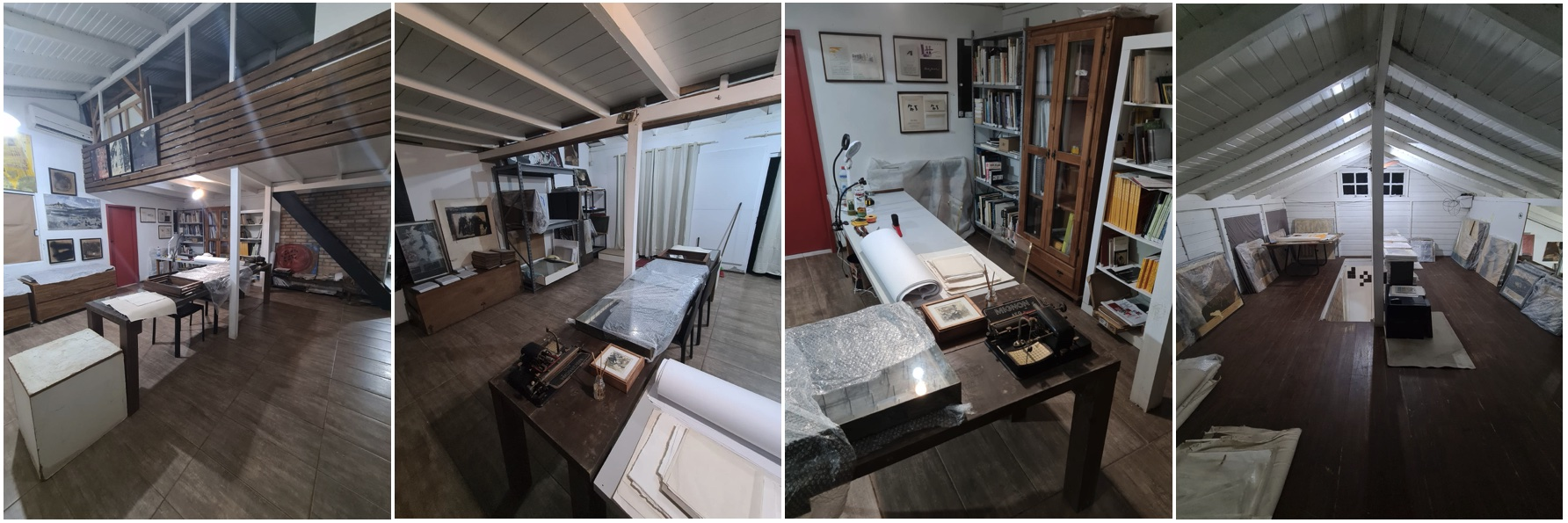
Fotografias feitas em 2021 no espaço interno do Acervo Artístico Paulo Gaiad, em Florianópolis.

O projeto de criação do acervo teve início como uma pesquisa de Pós-Doutorado desenvolvida pela atual coordenadora do acervo, Thays Tonin, com supervisão da professora Rosangela Cherem, em uma pesquisa vinculada a Universidade do Estado de Santa Catarina. A continuidade deste projeto, porém, só foi possível mediante a seleção do projeto em dois Editais de incentivo a cultura (supracitados), e a criação de um projeto de Ensino e Extensão da UFPEL (Universidade Federal de Pelotas) intitulado "Arquivos e Acervos de Artes Visuais" e com a presença de pesquisadores/as em formação na área de Artes Visuais (UDESC) e História (FURB/UFSC).

## Séries de obras importantes
Paulo Gaiad possuiu uma produção artística extensa. Seu trabalho consistiu em revisitar constantemente seu arsenal biográfico, como um manancial não físico, fonte de onde buscava imagens de cenas vivenciadas, que lhe proporcionavam inspiração para realizar agrupamentos e recomposições excêntricas a partir de fotografias apropriadas ou pinturas que passavam por processos de lixamento, arranhões, oxidações, rachaduras e rasgos misturados a traços e palavras que traziam à tona registros mnemônicos de suas perdas, imperfeições, arrependimentos e fracassos.

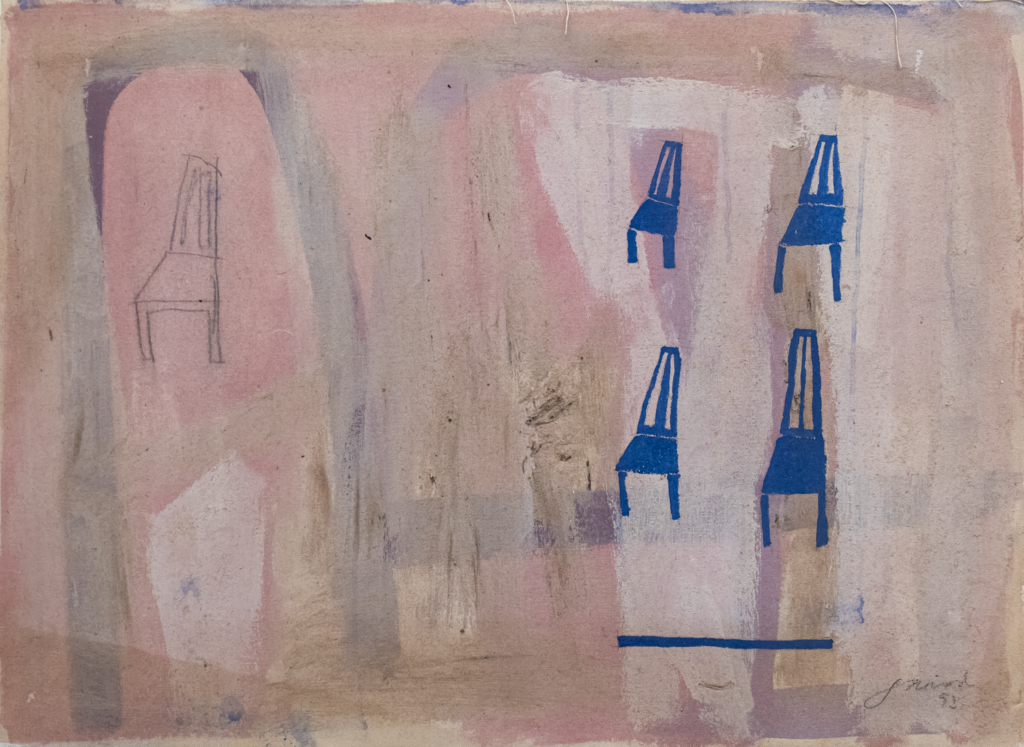
Paulo Gaiad. Sem título, 1993. Técnica mista sobre tela. 59 x 80 cm

O exercício doloroso da recuperação de sua história, gerou uma narrativa elaborada a partir de materiais que, frequentemente, demostravam o peso da dramaticidade de suas memórias, sendo assim, em sua obra esteve muito presente o ferro, o chumbo, o cimento, o cobre e a madeira. Contudo, em outras tantas vezes, a escolha do vidro, do gesso, do papelão, do papel amassado e até mesmo dos tecidos davam um significado mais próximo ao efeito da passagem do tempo e das dores geradas neste atravessamento, representadas através da corrosão e do amarelar.

### 39 Páginas de uma vida
Esta série, de 1992, foi considerada por Paulo Gaiad como o marco inicial de carreira. Nela ele apresenta 39 obras que combinavam desenho, pintura e colagem sobre papel, abordando ano a ano da sua trajetória de vida. Dentre os temas abordados na obra, alguns foram: a viagem à Noruega, a paixão pelo piano, o casamento, a morte da primeira filha, as canções para os filhos que vieram depois, elogios à água, aos pássaros e à Ilha de Santa Catarina onde passou a viver desde a década de 1980.

### Relatos de uma viagem não realizada
Instalação executada entre os anos de 1993 e 1994, com tinta acrílica sobre quatro lençóis, com fragmentos de uma carta intitulada Relato de uma viagem não realizada. As cópias estavam em uma mala que compunha o conjunto. Seu conteúdo descrevia a vida de um menino até o seu envelhecer, poucas horas antes da morte, e estes registros eram passados para um viajante.

### Correspondências Póstumas
Nesta obra de 1995, o artista realiza uma colagem utiliza dez lençóis, impregnados por tinta acrílica, sobre chapas de ferro. Mostra a cena de um jovem que acusa um homem idoso morto de ter transformado aqueles lençóis em sua prisão. O peso do suporte, de 35 a 40 quilogramas, é usado para transparecer o conteúdo do espólio/diálogo com o pai já falecido.

### Páginas ao Vento, Relato da Dor
Obra apresentada em 1997, numa exposição coletiva em Berlim. Nela, foram utilizadas lâminas de aço simulando a capa e as páginas de um diário supostamente perdido, com fragmentos deste rasurados e esmaecidos colados às placas de metal que oxidam a aquarela utilizada no processo. Um diário onde as memórias surgem como um desabafo pesado, que precisariam ser levadas ao vento, todavia este desfecho é impedido pelo peso das páginas de ferro.

### Cicatrizes
Uma série de 1998, constituída por objetos, realizada a partir de uma bobina de papel mata-borrão, dividida em cerca de 3,5 mil pequenos pedaços, amarrados com fios metálicos, molhados e deixados para secar até se transformarem pequenos fardos regulares, colados de maneira a formarem blocos maciços, com as marcas da oxidação e, por fim, encadernados com folhas de chumbo. Entre o período de 1996 a 1998 o artista passou por uma crise conjugal, e este evento, transformou-se em matéria-prima para Cicatrizes, a qual é o reflexo de uma ferida fechada, mas que deixa marcas como os fios oxidados que ali estavam.

### Impressões de viagem

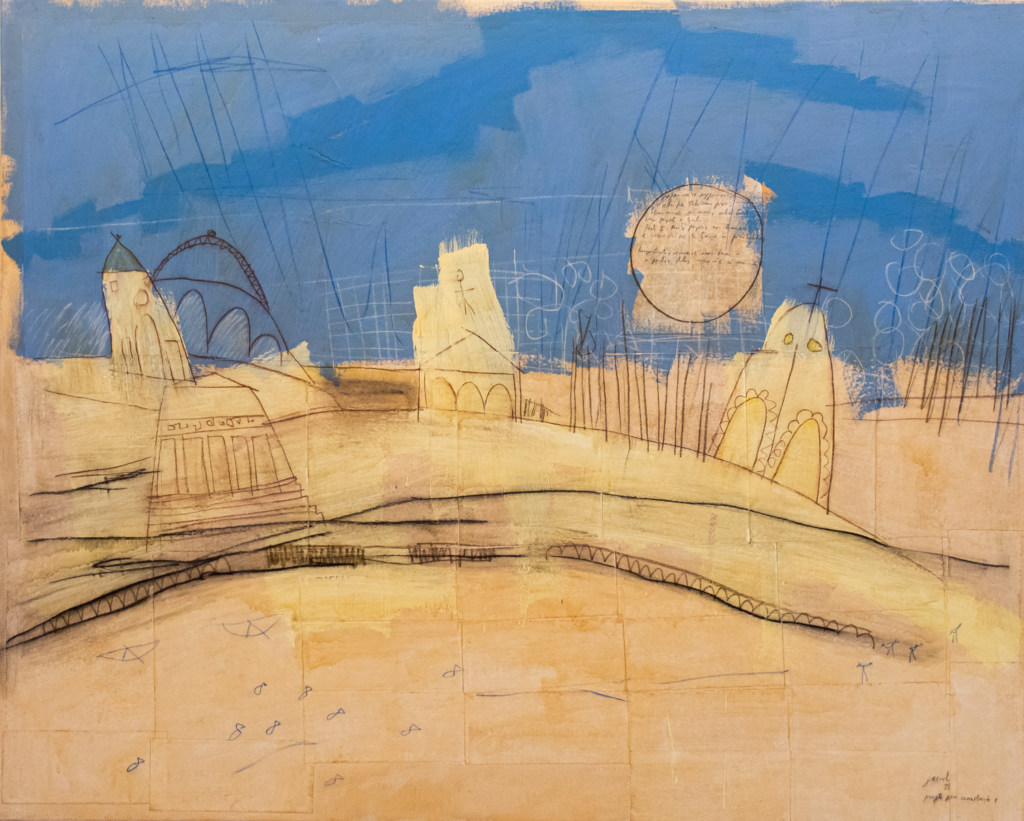
Paulo Gaiad. "Berlim, projeto para construção", 1998. Técnica mista sobre tela. 120 x 150 cm

Uma série, iniciada em 1998, que consiste em cartões postais em tamanhos variados, trabalhados com técnica mista sobre tela, contendo fragmentos de textos como resíduos das percepções que o artista teve quando passou por aqueles lugares.

### Auto-retratos
Uma série surgida, em 2001, a partir de uma convocatória, na qual o artista solicitou a amigos e conhecidos que lhe enviassem uma descrição sobre suas pessoas e, a partir daí, propôs-se a realizar a transformação deste material em forma visual. Assim, 33 trabalhos de dimensões variáveis foram criados com placas de metal combinadas com desenhos e colagens, acrescidas de tecidos, giz, aquarela, gesso e barro, para formar novas composições a partir do que lhe foi remetido sem a obviedade da semelhança.

### Receptáculos da memória
Em uma segunda convocatória, desta vez em 2002, o artista solicitou a diversos convidados que remetessem objetos que pudessem traduzi-las, em troca lhes enviou uma obra em placa de metal com fragmentos da carta enviado por sua mãe, já falecida. Os objetos recebidos, foram acondicionados em caixas de bronze devidamente lacradas, que se tornaram relicários dos sentidos biográficos individuais dos participantes.

### A Divina Comédia
A partir das lembranças sobre o livro Divina Comédia, contendo os desenhos de Gustave Doré (1832-1883), o artista criou uma série no período de 2003 a 2007, onde abordou sua negação à Igreja em três conjuntos de obras: Inferno, Paraíso e Purgatório. Em Inferno, Gaiad aborda a tortura, a dor, a perseguição, cenas de guerra, situações de suplício e sadismo. Consistindo de trabalhos realizados sobre madeira e gesso, de dimensões variadas, pequenas ou grandes, com macro fotografias apropriadas e intervindas pela pintura, acrescidas ou não pela escrita. Em Paraíso, foram utilizadas mais de 80 fotos, a partir de detalhes de um livro com imagens eróticas do século XIX, que foram coladas em chapas de gesso para, então, serem quebradas e reparadas, lixadas e manipuladas com rasura e desgaste. Por fim, para o Purgatório – o lugar de quem está esquecido esperando a decisão do Ser superior – o artista utilizou retratos de uma família uruguaia desconhecida, do início do século XX, resgatados em uma feira de antiguidades em Curitiba, que então foram impressos em papel jornal e trabalhados sob fundo de papelão.

### After darkness
Série de 2014, com oito telas em que se repetem certas preferências, dentre elas a escolha da fotografia em preto e branco, um cuidado com a escala e proporcionalidade das formas, além da confirmação de uma potência erótica, como na obra onde estão um casal com os genitais a mostra e uma cruz de Corme.